# Johannes Ahn
Johannes Ahn (* 1979 in Köln) ist ein deutscher Schauspieler.

## Leben
Johannes Ahn wuchs als Sohn koreanischer Einwanderer in Köln auf. Sein Schauspielstudium absolvierte er von 2005 bis 2009 am Schauspielzentrum Arved Birnbaum (vormals Deutsches Zentrum für Schauspiel und Film) in Köln. 2010 ging er für weitere Schauspielstudien im Filmbereich an das TVI Acting Studio nach Los Angeles.
Während seiner Ausbildung spielte er in den Jahren 2007/08 am Kölner Arkadaş Theater. Mittlerweile arbeitet er als Schauspieler für Film und Fernsehen. Aufgrund seiner ethnischen Herkunft wird er dabei häufig für fernöstliche Charaktere besetzt.
Sein Kinodebüt gab er in einer Nebenrolle in der amerikanisch-deutschen Martial-Arts-Produktion Ninja Assassin (2009) unter der Regie von James McTeigue. In dem TV-Mehrteiler Im Angesicht des Verbrechens (2010) spielte er eine der zahlreichen Nebenfiguren, den Partner Ho. Im Wiener Tatort: Falsch verpackt (Erstausstrahlung: März 2012) verkörperte er den jungen Chinesen Tsao Kang, der in einem Wiener Geflügelverarbeitungsbetrieb arbeitet. Auch gehörte er als fernöstlicher Kriegsherr Baladur Khan zur Besetzung des historischen TV-Films Das Vermächtnis der Wanderhure, der 2012 als dritter Teil der „Wanderhuren“-Reihe auf Sat.1 ausgestrahlt wurde.
Ahn übernahm auch mehrere Episodenrollen in TV-Serien. Er hatte u. a. Auftritte in SOKO 5113 (2015, als professioneller Billardspieler Jay Tukano, an der Seite von Wolfgang Bahro), Letzte Spur Berlin (2016, als Judolehrer Takeshi Tanaka), SOKO München (2017, als tatverdächtiger Chinese Tian Li) und Heldt (2017, als Student Hong, an der Seite von Cristina do Rego und Daniel Donskoy).
Außerdem hatte er eine Rolle in der deutsch-luxemburgischen TV-Serie Bad Banks, die im Februar 2018 im Rahmen der Berlinale 2018 im Zoo Palast uraufgeführt wurde. In der 14. Staffel der ZDF-Serie Der Staatsanwalt (2019) übernahm Ahn eine der Episodenrollen als „aalglatter“ Anwalt Dr. Prinz.
Ahn lebt in Köln.

## Filmografie
- 2009: Ninja Assassin (Kinofilm)
- 2010: Im Angesicht des Verbrechens (Fernsehserie)
- 2012: Tatort: Falsch verpackt (Fernsehreihe)
- 2012: Das Vermächtnis der Wanderhure (Fernsehfilm)
- 2014: Opa, ledig, jung (Fernsehfilm)
- 2015: SOKO 5113: Die schwarze Acht (Fernsehserie, eine Folge)
- 2016: Ein Hologramm für den König (Kinofilm)
- 2016: Letzte Spur Berlin: Vertrauter Feind (Fernsehserie, eine Folge)
- 2016: Notruf Hafenkante: In Hamburg essen sie Hunde (Fernsehserie, eine Folge)
- 2017: SOKO München: Tod im Biergarten (Fernsehserie, eine Folge)
- 2017: Heldt: Die Dinos sind los (Fernsehserie, eine Folge)
- 2018: Bad Banks (Fernsehserie)
- 2019: Der Staatsanwalt: Abrechnung in Blut (Fernsehserie, eine Folge)
- 2020: Tatort: Die Nacht gehört dir (Fernsehreihe)
- 2020: Familie Bundschuh im Weihnachtschaos (Fernsehreihe)
- 2021: Nihat – Alles auf Anfang (Miniserie)
- 2021: Gefährliche Wahrheit (Fernsehfilm)
- 2022: Kolleginnen: Für immer (Fernsehreihe)
- 2022: Einfach mal was Schönes
- 2023: Die Bergretter: Auf der Jagd (Fernsehserie, eine Folge)
- 2023: Polizeiruf 110: Du gehörst mir (Fernsehreihe)
- 2024: Nord bei Nordwest – Kobold Nr. Vier (Fernsehserie, eine Folge)